# Deborah J. Ross
Deborah J. Ross (15 aprile 1947) è una scrittrice statunitense, oggi residente a Santa Cruz, California.
Ha iniziato a scrivere col nome di Deborah Wheeler.

## Biografia
Deborah J. Ross ha trascorso la sua infanzia e la sua giovinezza fra California e Oregon, dove ha studiato biologia e psicologia (discipline, queste ultime, nelle quali ha ottenuto due lauree) e successivamente ha lavorato come chiropratica. Ha inoltre studiato per molti anni arti marziali, in particolare tai chi e kung fu.
Deborah J. Ross esordì nella letteratura fantastica col nome di Deborah Wheeler (il suo nome da sposata prima del divorzio) agli inizi degli anni ottanta. Il suo primo racconto edito fu Imperatrix (1984), che apparve nella prima antologia di Sword & Sorceress curata da Marion Zimmer Bradley. I suoi lavori sono di genere fantasy e fantascienza. 
Negli anni ha scritto oltre quaranta racconti, pubblicati su varie riviste e antologie, e ha curato personalmente i volumi antologici della serie Lace and Blade. Ha all'attivo una decina di romanzi non ancora tradotti in italiano ed è nota soprattutto per la sua collaborazione con Marion Zimmer Bradley relativa alla Saga di Darkover.
Ha scritto una trilogia in collaborazione con quest'ultima la Clingfire Trilogy e altri cinque romanzi del ciclo, e sta portando a termine tutti i manoscritti non finiti della Zimmer Bradley.

## Opere

### Romanzi singoli
- Jaydium (1993)
- Northlight (1995)
- Collaborators (2013)

### Serie

#### The Seven-Petaled Shield
- The Seven-Petaled Shield (2013)
- Shannivar: Volume Two of The Seven-Petaled Shield (2013)
- The Heir of Khored: Book Three of The Seven-Petaled Shield (2014)

### Darkover

#### Ciclo di Darkover
- Clingfire Trilogy: 
  - La caduta di Neskaya (The Fall of Neskaya, 2001)
  - Gli inferni di Zandru (Zandru's Forge, 2003)
  - A flame in Hali, (2004)

- Modern Darkover:
  - The Alton Gift (2007)
  - The Children of Kings (2013)
  - The Laran Gambit (2019)

- Hastur Lord (2010)
- Thunderlord (2016)

#### Antologie di Darkover
- Music of Darkover (con Elisabeth Waters) (2013)
- Stars of Darkover (2014)
- Gifts of Darkover (2015)
- Realms of Darkover (2016)
- Masques of Darkover (2017)
- Crossroads of Darkover (2018)
- Citadels of Darkover (2019)
- Jewels of Darkover (2023)

Raccolta di racconti di Darkover della sola Ross.
- A Heat Wave in the Hellers: and Other Tales of Darkover (2019)

### Antologie
- Lace and Blade (2008)
- Lace and Blade 2 (2009)
- Lace and Blade 4 (2018)
- Lace and Blade 5 (2019)